# Nick Allen
Nick Allen (San Diego, California, 8 de octubre de 1998) es un jugador profesional estadounidense de béisbol que se desempeña en la posición de campocorto en Oakland Athletics, equipo de las Grandes Ligas de Béisbol (MLB).

## Carrera
Fue seleccionado en la tercera ronda en el Draft de la MLB de 2017. En 2022 hizo su debut profesional con el equipo Oakland Athletics, donde lleva jugando tres temporadas.